# Szkic i kontury
Szkic i kontury – drugi album studyjny polskiego piosenkarza Oskara Cymsa. Wydawnictwo ukazało się 15 maja 2025 roku nakładem wytwórni muzycznej DB4 Management, w dystrybucji Warner Music Poland.
Album utrzymany jest w stylu muzyki pop. Składa się z wersji standardowej (1 CD).
Płyta zadebiutowała na 3. miejscu polskiej listy sprzedaży – OLiS.
Nagrania były promowane singlami: „Cały czas”, „Nie musisz się bać”, „Dom”, „Co noc”, „Szkic i kontury” oraz „No co Ty”.

## Lista utworów
Opracowano na podstawie materiału źródłowego.
| Szkic i kontury – Wersja standardowa | Szkic i kontury – Wersja standardowa | Szkic i kontury – Wersja standardowa                         | Szkic i kontury – Wersja standardowa | Szkic i kontury – Wersja standardowa |
| Nr                                   | Tytuł utworu                         | Słowa                                                        | Muzyka                               | Długość                              |
| ------------------------------------ | ------------------------------------ | ------------------------------------------------------------ | ------------------------------------ | ------------------------------------ |
| 1.                                   | „Cały czas”                          | Patryk Kumór • Damian Skoczyk • Franek Bo • Maria Dzięcielak | Hotel Torino                         | 2:48                                 |
| 2.                                   | „Pomoc”                              | Oskar Cyms                                                   | Hotel Torino                         | 2:23                                 |
| 3.                                   | „Coś jeszcze”                        | Cyms • Dzięcielak                                            | Hotel Torino                         | 2:29                                 |
| 4.                                   | „Dom”                                | Cyms • Kumór • Emilian Waluchowski • Bo                      | Hotel Torino                         | 3:05                                 |
| 5.                                   | „Nie musisz się bać”                 | Cyms • Dominic Buczkowski-Wojtaszek • Kumór • Bo             | Hotel Torino                         | 2:25                                 |
| 6.                                   | „Co noc”                             | Cyms • Buczkowski-Wojtaszek • Kumór                          | Hotel Torino                         | 2:39                                 |
| 7.                                   | „Gasnę”                              | Cyms                                                         | Hotel Torino                         | 3:34                                 |
| 8.                                   | „Zostanie po nas nic”                | Cyms • Dzięcielak                                            | Hotel Torino                         | 2:33                                 |
| 9.                                   | „No co Ty”                           | Cyms • Kumór                                                 | Hotel Torino                         | 2:39                                 |
| 10.                                  | „Byle nie tu”                        | Cyms • Kumór                                                 | Hotel Torino                         | 2:18                                 |
| 11.                                  | „Chodź”                              | Cyms • Kumór                                                 | Hotel Torino                         | 2:52                                 |
| 12.                                  | „Zabierz mnie”                       | Cyms • Kumór                                                 | Hotel Torino                         | 3:17                                 |
| 13.                                  | „Szkic i kontury”                    | Cyms • Buczkowski-Wojtaszek • Kumór                          | Hotel Torino                         | 3:19                                 |
|                                      |                                      |                                                              |                                      | 36:21                                |

## Pozycje na listach sprzedaży

### Pozycja na listach tygodniowych
| Kraj   | Lista                    | Najwyższa pozycja |
| ------ | ------------------------ | ----------------- |
| Polska | OLiS – albumy            | 3                 |
| Polska | OLiS – albumy w streamie | 25                |
| Polska | OLiS – albumy fizyczne   | 2                 |

## Link zewnętrzny
- Okładka albumu